# Plaza Meskel
La plaza Meskel es una plaza en la ciudad de Adís Abeba, la capital del país africano de Etiopía. A menudo es un sitio de reunión pública o para manifestaciones y festivales, en particular, el Festival de Meskel del que toma su nombre.
El Festival Meskel se celebra desde hace más de 1600 años. La palabra "Meskel" significa "cruz" y el festival conmemora el momento en que el crucifijo fue revelado a la emperatriz Helena de Constantinopla, madre de Constantino el Grande.